# (36265) 1999 XV156
1999 XV156 (asteroide 36265) é um asteroide troiano de Júpiter. Possui uma excentricidade de 0.02482410 e uma inclinação de 6.09366º.
Este asteroide foi descoberto no dia 8 de dezembro de 1999 por LINEAR em Socorro.